# Налогия
Нало́гия — российский интернет-сервис для формирования налоговой декларации о доходах физических лиц по форме 3-НДФЛ и тематический сайт. На сайте размещена энциклопедия по налогообложению, обучающие видеозаписи, бланки документов и калькулятор для подсчёта суммы налога. Сервис упрощает подготовку декларации для получении налогового вычета в предусмотренных законом случаях.
Основатель — Сергей Юрьевич Цаболов, бывший финансовый консультант московского офиса «Делойт», член российской Палаты налоговых консультантов. Доменное имя nalogia.ru было зарегистрировано в 2009 году, год спустя открылся сайт, а в 2011 году заработало приложение для формирования декларации.
В октябре 2011 года «Налогия» была представлена на встрече Startup Point в центре Digital October, а затем выиграла конкурс стартапов UpStart «Аллея Инноваций» в рамках IV Недели Российского Интернета. Как экспонент «Аллеи Инноваций» сервис вошел в шорт-лист номинации «Стартап года» Премии Рунета 2011 — и получил эту награду в ноябре.
В 2014 году «Налогия» участвовала в заочной программе акселерации Фонда развития интернет инициатив. В марте 2015 года по результатам зрительского голосования «Налогия» выиграла конкурс стартапов из области финансовых технологий «Битва инноваторов» в рамках форума FinNext.
Согласно проведенному в 2016 году анализу налоговых сервисов «Верни налог», «Налогия» и «НДФЛка», «Налогия» отлачается бесплатной возможностью представления декларации по социальным вычетам, предоставляет услугу подачи декларации онлайн, но у компании нет сервиса заполнения декларации сотрудниками компании. В 2014 году «Налогия» имела 5 тысяч поданных деклараций, в то время как у описываемых конкурирующих сервисов по 15 и 1.8 для «Верни налог» и «НДФЛка» соответственно.
В 2016 году Венчурный фонд FinSight Ventures, принадлежащий группе «Финам» и компании «Скагит Инвестментс», инвестировал в онлайн-сервис «Налогия».
В 2018 мажоритарным владельцем компании стала Европейская Юридическая Служба.